# Neophyllaphis podocarpi
Neophyllaphis podocarpi  (лат.) — вид архаичных тлей рода Neophyllaphis из подсемейства Neophyllaphidinae.

## Описание
Мелкие насекомые, длина 1,5—2,0 мм. Тело красноватого цвета. Усики 6-члениковые, короче чем тело. Монофаги, питаются на молодых хвойных растениях  
Podocarpus и на Nageia nagi, вызывают задержку их роста (Китай, Тайвань, Япония, Ява, Малайзия, Гавайские острова, Северная Америка, Италия). Крылатые половые особи в Японских популяциях наблюдаются весной и летом; в других частях ареала половые формы редки 
.
Диплоидный набор хромосом  2n=26 или 24 в Японских и Китайских популяциях, соответственно (что может говорить о существовании двух различных видов под этим названием).